# Neottianthe cucullata
Neottianthe cucullata är en orkidéart som först beskrevs av Carl von Linné, och fick sitt nu gällande namn av Rudolf Schlechter. Neottianthe cucullata ingår i släktet Neottianthe och familjen orkidéer.

## Underarter
Arten delas in i följande underarter:
- N. c. calcicola
- N. c. cucullata